# Piocianina
A piocianina (PCN−) é uma das muitas toxinas produzidas e secretadas pela bactéria Gram negativa Pseudomona aeruginosa. A piocianina é um metabólito secundário azul com a capacidade de oxidar e reduzir outras moléculas e, portanto, age como uma substancia toxica a organismos competidores de P. aeruginosa, também possui toxicidade a células pulmonares de mamíferos que a P. aeruginosa infecta durante a fibrose cística. Como a piocianina é um zwitterion no pH sanguíneo, é facilmente capaz de atravessar a membrana celular. Existem três estados diferentes em que a piocianina pode existir: oxidada, reduzida monovalentemente ou reduzida divalentemente. As mitocôndrias desempenham um papel importante no ciclo da piocianina entre seus estados redox. Devido às suas propriedades redox-ativas, a piocianina gera espécies reativas de oxigênio.

## Alvos
A piocianina é capaz de atingir uma ampla gama de componentes e vias celulares. As vias afetadas pela piocianina incluem a cadeia de transporte de elétrons, o transporte vesicular e o crescimento celular. Uma suscetibilidade aumentada à piocianina é observada em células com certas proteínas ou complexos mutantes. Mutações em genes que afetam a síntese e montagem da V-ATPase,  maquinário de transporte de vesículas e maquinário de classificação de proteínas conferem um aumento da sensibilidade à piocianina, o que aumenta ainda mais os efeitos sobre a fibrose cística no paciente. Vacuolar-ATPase em células de levedura é um alvo particularmente potente, pois é o principal produtor não mitocondrial de ATP, mas também tem inúmeras outras funções, como controle homeostático de cálcio, a facilitação da endocitose mediada por receptor e a degradação de proteínas. Portanto, a inativação da vacuolar-ATPase pelo peróxido de hidrogênio produzido pela piocianina tem enormes consequências para o pulmão. Além desses efeitos, outro alvo da piocianina são as proteases semelhantes à caspase 3, que podem então iniciar a apoptose e a necrose. Os portadores de elétrons mitocondriais ubiquinona e ácido nicotínico também são suscetíveis à piocianina.O ciclo celular pode ser perturbado pela ação da piocianina e pode impedir a proliferação de linfócitos. Isso é feito pela geração de intermediários reativos de oxigênio, como peróxido de hidrogênio e superóxido, que causam estresse oxidativo por danificar diretamente o DNA ou alvejar outros constituintes do ciclo celular, como a recombinação do DNA e a maquinaria de reparo. A piocianina contribui para a desproporção da atividade da protease e antiprotease ao desativar o inibidor da α1-protease.